# Friese (Künstlerfamilie)
Die Familie Friese war eine deutsch-österreichische Schauspielerfamilie und bestand aus folgenden Personen:
- Carl Adolf Friese (1831–1900), Theaterschauspieler
  - ⚭ Marie Müller (1840–nach 1902), Theaterschauspielerin, (1. Ehe)
    - Carl Friese (1857–1912), Theaterschauspieler und -regisseur

  - ⚭ Josefine Skuhra (1847–1913), Theaterschauspielerin (2. Ehe), Schwester von Heinrich Skuhra, Gesangskomiker, (1841–nach 1910), Tante von Ferdinand Skuhra, Operettensänger, (* unbekannt; † nach 1933)
    - Isidora Emilie Friese (1867 oder 1868–1944), österreichische Schauspielerin, siehe Josefine Dora
    - Karl Friese (1869–nach 1902), Theaterschauspieler ⚭ Lina Griebl (1868–nach 1902), Theaterschauspielerin
    - Bruno Friese (1873–nach 1902), Theaterschauspieler
    - Alexander Friese (1876–nach 1902), Theaterschauspieler
    - Bela Friese (1878–nach 1902), Theaterschauspielerin ⚭ Pecr (?), Theaterschauspieler
    - Mizzi Friese (1880–nach 1902), Theaterschauspielerin
    - Ernst Robert Friese-Skuhra (1886–1949), Theaterschauspieler, Filmverleiher, Drehbuchschreiber, Regisseur und Schriftsteller